# 坎波菲奥里托
坎波菲奥里托（義大利語：Campofiorito），是意大利西西里大区巴勒莫广域市的一个市镇。总面积21平方公里，人口1357人，人口密度64.6人/平方公里（2009年）。ISTAT代码为082018。

## 友好城市
- 義大利阿奇卡泰纳
- 義大利卡泰纳诺瓦